# Orgelrörelsen
Orgelrörelsen var en reformriktning som kom till Sverige i mitten av 1900-talet och där förespråkarna vände sig mot den rådande synen på den symfoniska orgeln som instrument. Runt sekelskiftet 1900 blev den senromantiska, symfoniska orgeln populär efter att ha införts i Sverige av orgelbyggaren Per Åkerman. Denna orgeltyp var det senaste i instrumentväg och hade modern rör- och elektropneumatik och ett stort antal finesser. Dess popularitet ledde till att många äldre instrument revs och ersattes. Förespråkarna inom orgelrörelsen ville emellertid återgå till barockorglarnas övertonsrika, mer orgelegna klang. Man försökte därför återskapa instrument i den stil som rådde under barocken enligt principer som: helmekanisk traktur, tydlig verkuppbyggnad, stor kontrastverkan mellan de olika manualerna och minsta möjliga antal tekniska hjälpmedel. Även stora orglar byggdes helt utan svällare och fria kombinationer och med få koppel. Istället skulle antalet manualer och stämmor vara tillräckligt för att åstadkomma variation. Man experimenterade också med olika material och mekaniska lösningar.
Orgelrörelsen uppstod i Tyskland där en av dess starkaste förespråkare var Albert Schweitzer. Från Tyskland spred den sig sedan norrut. Många musiker anslöt sig till rörelsen och en av de mest framträdande i Norden var den danske orgelbyggaren Sybrand Zachariassen.
Runt år 2000 ökade åter intresset för den mer romantiska och symfoniska orgelstilen.

## Svenska förespråkare
- Einar Erici
- Waldemar Åhlén[6]
- Alf Linder[7]
- Gotthard Arnér